# Saltos ornamentais nos Jogos Europeus de 2015 - Trampolim de 3 m individual feminino
A competição do trampolim de 3 m individual feminino é um dos eventos dos saltos ornamentais nos Jogos Europeus de 2015, em Baku, no Azerbaijão. Foi disputada no Centro Aquático de Baku no dia 21 de junho.

## Calendário
Horário de verão do Azerbaijão (UTC+5).
| Data        | Horário | Fase         |
| ----------- | ------- | ------------ |
| 21 de junho | 09:00   | Preliminares |
| 21 de junho | 19:00   | Final        |

## Medalhistas
| Ouro   | GBR Katherine Torrance  |
| Prata  | RUS Ekaterina Nekrasova |
| Bronze | GER Saskia Oettinghaus  |

## Resultados
Os resultados foram os seguintes.
| Pos.              | Saltadora               | Nacionaliade      | Preliminares | Preliminares | Final         | Final         |
| Pos.              | Saltadora               | Nacionaliade      | Pontos       | Pos.         | Pontos        | Pos.          |
| ----------------- | ----------------------- | ----------------- | ------------ | ------------ | ------------- | ------------- |
| Medalha de ouro   | Katherine Torrance      | GBR Grã-Bretanha  | 431.15       | 1            | 448.25        | 1             |
| Medalha de prata  | Ekaterina Nekrasova     | RUS Rússia        | 413.00       | 5            | 443.05        | 2             |
| Medalha de bronze | Saskia Oettinghaus      | GER Alemanha      | 379.75       | 9            | 418.35        | 3             |
| 4                 | Louisa Stawczynski      | GER Alemanha      | 422.90       | 4            | 414.25        | 4             |
| 5                 | Maria Polyakova         | RUS Rússia        | 426.45       | 3            | 411.45        | 5             |
| 6                 | Diana Shelestyuk        | UKR Ucrânia       | 409.60       | 6            | 405.75        | 6             |
| 7                 | Kaja Skrzek             | POL Polônia       | 382.80       | 8            | 403.35        | 7             |
| 8                 | Lydia Rosenthall        | GBR Grã-Bretanha  | 427.25       | 2            | 395.60        | 8             |
| 9                 | Frida Källgren          | SWE Suécia        | 409.30       | 7            | 392.55        | 9             |
| 10                | Natasha MacManus        | IRL Irlanda       | 358.20       | 10           | 381.50        | 10            |
| 11                | Maja Borić              | CRO Croácia       | 355.25       | 11           | 376.40        | 11            |
| 12                | Laura Anna Granelli     | ITA Itália        | 354.75       | 12           | 352.00        | 12            |
| 13                | Marharyta Dzhusova      | UKR Ucrânia       | 353.85       | 13           | Não avançaram | Não avançaram |
| 14                | Ellen Ek                | SWE Suécia        | 353.30       | 14           | Não avançaram | Não avançaram |
| 15                | Dominika Bąk            | POL Polônia       | 351.10       | 15           | Não avançaram | Não avançaram |
| 16                | Madeline Coquoz         | SUI Suíça         | 349.85       | 16           | Não avançaram | Não avançaram |
| 17                | Daphne Wils             | NED Países Baixos | 343.60       | 17           | Não avançaram | Não avançaram |
| 18                | Lorena Tomiek           | CRO Croácia       | 342.80       | 18           | Não avançaram | Não avançaram |
| 19                | Indrė Girdauskaitė      | LTU Lituânia      | 342.45       | 19           | Não avançaram | Não avançaram |
| 20                | Giulia Rogantin         | ITA Itália        | 339.35       | 20           | Não avançaram | Não avançaram |
| 21                | Tamar Sitchinava        | GEO Geórgia       | 334.10       | 21           | Não avançaram | Não avançaram |
| 22                | Caroline Lecoeur        | FRA França        | 332.90       | 22           | Não avançaram | Não avançaram |
| 23                | Anne Vilde Tuxen        | NOR Noruega       | 331.70       | 23           | Não avançaram | Não avançaram |
| 24                | Katsiaryna Velihurskaya | BLR Bielorrússia  | 330.85       | 24           | Não avançaram | Não avançaram |
| 25                | Maïssam Naji            | FRA França        | 328.95       | 25           | Não avançaram | Não avançaram |
| 26                | Olqa Bikovskaya         | AZE Azerbaijão    | 328.15       | 26           | Não avançaram | Não avançaram |
| 27                | Hannah Lena Rott        | AUT Áustria       | 311.75       | 27           | Não avançaram | Não avançaram |
| 28                | Vivian Barth            | SUI Suíça         | 305.30       | 28           | Não avançaram | Não avançaram |